# Distretto di Tan Chau (Tay Ninh)
Il distretto di Tan Chau (vietnamita: Tân Châu) è un distretto (huyện) del Vietnam che nel 2003 contava 106.264 abitanti.
Occupa una superficie di 1.099 km² nella provincia di Tay Ninh. Ha come capitale la città omonima.